# Fort Witsen
Fort Witsen, également Fort Tacaray, est un fort sur la Côte-de-l'Or néerlandaise, établi en 1665 près de Takoradi. Ce fort est détruit au bout de quelques années, et en 1684 le site est abandonné. Une carte de 1791 montre cependant que les Néerlandais ont de nouveau renouvelé leur présence dans le fort. Le fort est remis à la Grande-Bretagne, avec l'ensemble de la Côte-de-l'Or néerlandaise, le 6 avril 1872, en raison des dispositions des traités anglo-néerlandais de 1870-1871.

## Histoire
Un premier fort est construit en 1652 par la Compagnie suédoise d'Afrique sur le site d'un ancien comptoir commercial français. Il est capturé par les danois en 1657, puis par les néerlandais qui le renomment.
Le fort porte le nom d'une famille illustre du XVIIe siècle pour les néerlandais. Mais son autre dénomination, Tacaray, est probablement une déformation provenant de Ntakorase, le nom ahanta d'une chefferie qui se serait trouvée à cet emplacement.
En avril 1664, les capitaines anglais Holmes et Cubits assiègent le fort et en prennent le contrôle. Cependant, l'amiral néerlandais De Ruyter le reprend dès 1665. Il en ordonne la destruction. 
En 1675, il est finalement reconstruit. Cependant, en 1705, il semble de nouveau abandonné après un passage entre les mains des Brandebourgeois, et le village de Sekondi est détruit. Le site sera réutilisé à plusieurs reprises par les néerlandais.  
Le 28 octobre 1837, il est le lieu d'une embuscade tendue par Badu Bonsu II et ses hommes à l'expédition menée par Hendrik Tonneboeijer pour le tuer dans le cadre du conflit avec les ahantas. Le jeune gouverneur par intérim meurt sur la plage, devant le Fort Witsen, avec 30 à 45 autres de ses soldats.

## Emplacement
Le fort est construit au sommet d'une colline qui s'avance dans la mer. Les environs sont des plaines boisées. Actuellement, la localisation du fort se situe sur la colline la plus au sud du port moderne de Takoradi. 